# Murzynci
Murzynci (ukr. Мурзинці) – wieś na Ukrainie, w obwodzie czerkaskim, w rejonie zwinogródzkim. W 2001 liczyła 304 mieszkańców, spośród których 279 wskazało jako ojczysty język ukraiński, a 25 rosyjski.